# 東研サーモテック
株式会社東研サーモテック（とうけんサーモテック、TOHKEN THERMO TECH CO., LTD.）は、大阪府寝屋川市に本社をおく、金属熱処理加工・コーティング（薄膜形成処理）事業を行う企業。1909年に操業を開始し、1939年創業。国内では近畿圏を中心に12拠点、海外ではタイ・マレーシア・中国・メキシコの4拠点で事業を展開。

## 概要
1909年、前身となる「木村鋼化工場」が木村延一と筒井保太郎により大阪市で操業を開始。その後、1939年「株式会社東洋金属熱処理研究所」として創業。

## 沿革
- 1909年6月 - 木村鋼化工場として操業を開始
- 1939年8月 - 株式会社東洋金属熱処理研究所として設立
- 1960年10月 - 巽工場（大阪府大阪市）を設立
- 1964年4月 - 寝屋川工場（大阪府寝屋川市）を設立
- 1973年10月 - 名張工場（三重県名張市）を設立
- 1980年12月 - 柏原工場（大阪府柏原市）を設立
- 1981年4月 - 小野工場（兵庫県小野市）を設立
- 1985年
  - 7月 - セラハード事業部（大阪府大阪市）を設立
  - 8月 - 富田林工場（大阪府富田林市）を設立
- 1988年4月 - 工業炉事業部（現・ファーネス&メンテナンス部／三重県伊賀市）を設立
- 1989年11月 - 三重工場（三重県三重郡菰野町）を設立
- 1991年
  - 1月 - 播磨工場（兵庫県小野市）を設立
  - 3月 - 株式会社東研サーモテックに社名変更
- 1995年7月 - タイに現地法人「THAI TOHKEN THERMO CO.,LTD.」を設立
- 1996年1月 - マレーシアに現地法人「TOHKEN (M) SDN. BHD.」を設立
- 2009年5月 - セラハード事業部中部事業所を設立
- 2010年6月 - 中国に現地法人「東研（蘇州）熱処理有限公司」を設立
- 2012年5月 - メキシコに現地法人「TOHKEN THERMO MEXICANA, S.A. DE C.V.」を設立
- 2019年3月 - 戦略的協業により柏原工場を株式会社共立ヒートテクノに業務移管[4]。橋本工場（和歌山県橋本市）を設立

※2019年4月1日時点

## 主なサービス

### 金属熱処理
- 浸炭・浸炭窒化
- 焼入れ・焼戻し
- 焼鈍し
- 焼ならし
- 真空熱処理
- オーステンパー
- ガス窒化
- ガス軟窒化
- ガス浸硫窒化
- ステンレス合金固溶化処理

### コーティング（薄膜形成処理）
DLC（カーボン系）
DLC（Diamond Like Carbon）、S-DLC（Super- DLC）、Me-DLC（Metal inculuded DLC）
PVD（チタン系）
TiN（Titanium Nitride）、S-TiAlN（Super- Titanium Aluminium Nitride）、TiAlN（Titanium Aluminium Nitride）、TiCN（Titanium Carbon Nitride）
PVD（クロム系）
S-CrN（Super- Chromium Nitride）、CrN（Chromium Nitride）

## 関連企業
- THAI TOHKEN THERMO CO.,LTD.
- TOHKEN (M) SDN. BHD.
- 東研（蘇州）熱処理有限公司（TOHKEN THERMO SUZHOU CO.,LTD）
- TOHKEN THERMO MEXICANA, S.A. DE C.V.